# Ecua-Andino Hats
Ecua-Andino Hats es una empresa de Ecuador fundada en 1985 por Alejandro Lecaro y Édgar Sánchez. Se dedica a la producción y exportación de sombreros de paja toquilla. Es una de las compañías productoras y exportadoras de Sombrero panamá más grandes de Ecuador.

## Historia

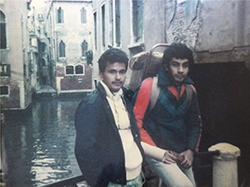
Historia Secreta de Ecua-Andino

En 1985, un grupo de amigos forman una sociedad vendiendo artesanías a los turistas que visitaban el país. En 1986 los socios realizan su primer viaje comercial a Europa instalando un puesto de artesanías en mercados de pulgas y plazas de Zúrich, Suiza, fue en este país donde hicieron sus primeros contactos para iniciar las exportaciones. Al regresar a Ecuador inauguraron otras varias tiendas en Guayaquil y tuvieron presencia en ferias regionales de Ecuador. En 1989, hacen su primera participación en una feria internacional en Berlín, luego de esto sus productos fueron exhibidos en ferias y pasarelas internacionales de moda en Miami, Frankfurt y París.
En el año de 1994 la empresa se especializó en sombreros ecuatorianos conocidos internacionalmente en el mundo de la moda como Sombrero panamá, fue en ese mismo año cuando abrieron su oficina en Bensheim, Alemania. Actualmente Ecua-Andino tiene representaciones en 17 países y exporta 150.000 sombreros anuales. El 98% de sus ventas son fuera de Ecuador y el producto es comercializado en aproximadamente 30 países alrededor del mundo.

## Producción
Ecua- Andino realiza la producción de sombreros de paja toquilla en cinco provincias de Ecuador, Cañar, Azuay, Guayas, Manabí y Santa Elena. En este proceso participan al menos 3500 artesanos. En las comunas se realizan pasos como la selección de la materia prima (Carludovica palmata), cocinada, tejido, blanqueado, planchado etc. Los etiquetados y acabados son realizados en la planta ubicada en Guayaquil. El tiempo estimado de elaboración de un sombrero terminado previo a su exportación puede variar de entre 1 mes y 6 meses, esto depende de la calidad del tejido. La firma realiza anualmente el lanzamiento de dos colecciones.